# Сінгапур на літніх Олімпійських іграх 1984
На XXIII літніх Олімпійських іграх, що проходили у Лос-Анджелесі у 1984 році, Сінгапур був представлений 5 спортсменами (чоловіками) у двох видах спорту — плавання та вітрильний спорт. Прапороносцем на церемоніях відкриття та закриття Олімпійських ігор був плавець Анг Пенг Сіонг.
Сінгапур увосьме за свою історію взяв участь у літніх Олімпійських іграх. Країна не завоювала жодної медалі.

## Вітрильний спорт
| Спортсмен | Клас        | Заплив | Заплив | Заплив | Заплив | Заплив | Заплив | Заплив | Сума балів | Місце |
| Спортсмен | Клас        | 1      | 2      | 3      | 4      | 5      | 6      | 7      | Сума балів | Місце |
| --------- | ----------- | ------ | ------ | ------ | ------ | ------ | ------ | ------ | ---------- | ----- |
| Келлі Чан | Віндгляйдер | 24     | 24     | 21     | 31     | 24     | 31     | 18     | 178        | 26    |

## Плавання
|          | Спортсмен                                          | Дисципліна                             | Раунд              | Час     | Місце у групі | Загальне місце | Прим.                    |
| -------- | -------------------------------------------------- | -------------------------------------- | ------------------ | ------- | ------------- | -------------- | ------------------------ |
| Чоловіки | Анг Пенг Сіонг                                     | 100 м вільним стилем                   | Відбірковий заплив | 51.66   | 2             | 15             | кваліфікувався у фінал B |
| Чоловіки | Анг Пенг Сіонг                                     | 100 м вільним стилем                   | Фінал B            | 51.09   | 1             | 9              | NR                       |
| Чоловіки | Анг Пенг Сіонг                                     | 100 м батерфляєм                       | Відбірковий заплив | 51.61   | 4             | 28             | не пройшов NR            |
| Чоловіки | Девід Лім                                          | 100 м на спині                         | Відбірковий заплив | 1:00.65 | 5             | 29             | не пройшов               |
| Чоловіки | Ун Цзінь Гі                                        | 100 м вільним стилем                   | Відбірковий заплив | 54.17   | 5             | 42             | не пройшов               |
| Чоловіки | Ун Цзінь Теїк                                      | 100 м брасом                           | Відбірковий заплив | 1:09.23 | 6             | 42             | не пройшов               |
| Чоловіки | Анг Пенг Сіонг Ун Цзінь Теїк Девід Лім Ун Цзінь Гі | естафета 4х100 м вільним стилем        | Відбірковий заплив | 3:34.63 | 6             | 17             | не пройшли               |
| Чоловіки | Девід Лім Ун Цзінь Теїк Анг Пенг Сіонг Ун Цзінь Гі | естафета 4х100 м комплексним плаванням | Відбірковий заплив | 4:00.07 | 5             | 16             | не пройшли               |